# Nairn (Schottland)
Nairn, schottisch-gälisch: Inbhir Narann, ist eine Stadt in der schottischen Council Area Highland. Sie liegt am Südufer des Moray Firth etwa 26 km ostnordöstlich von Inverness und 35 km westlich von Elgin. Im Jahre 2011 verzeichnete Nairn 9773 Einwohner.

## Geschichte
Der im Süden befindliche Symbolstein von Glenferness weist auf eine piktische Siedlung im 8. oder 9. Jahrhundert.
Nairn wuchs um ein altes Fischerdorf an der Mündung des Flusses Nairn in den Moray Firth. Im Viktorianischen Zeitalter war Nairn ein Heilbad. Auf Grund der weiten Sandstrände und des günstigen Klimas ist Nairn ein beliebter Ferienort. Charlie Chaplin verbrachte seine Urlaube häufig in Nairn. Nairn war Verwaltungssitz der traditionellen Grafschaft Nairnshire, die bis 1975 als Verwaltungsgrafschaft bestand.
Die Strände in der Umgebung von Nairn und Forres ähneln jenen in der Normandie. Aus diesem Grund fanden dort ab Herbst 1943 Übungen zur Landung der Alliierten in der Normandie statt. Um die Einwohner nicht zu gefährden, wurden in diesem Zusammenhang Teile der Bevölkerung zeitweise umgesiedelt. Am Strand ist ein Gedenkstein aufgestellt, der an diese Ereignisse erinnert.
Zwischen 1896 und 1927 war Nairn Standort der überregional bedeutenden Whiskybrennerei Glencawdor. Die Brennerei wurde jedoch aufgegeben.

## Kultur
Der Promoter Ken Ramage (1935–2011) gründete in den 1980er Jahren das Nairn Jazz Festival, auf dem internationale Künstler wie Ruby Braff, Gene Harris, Dick Hyman oder Houston Person auftraten. Die neogotische Nairn Old Parish Church wurde 1897 fertiggestellt. Sie ist als Denkmal der höchsten Kategorie A geschützt. Ebenso ist der Pavillon Nairn Bandstand in der The Links genannten Grünanlage am Nairn Beach denkmalgeschützt.

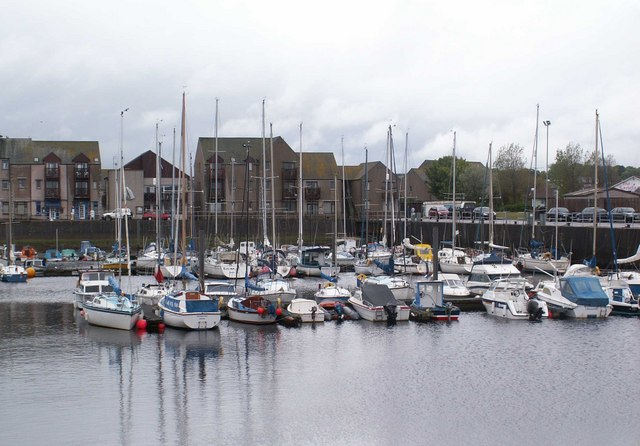
Hafen von Nairn
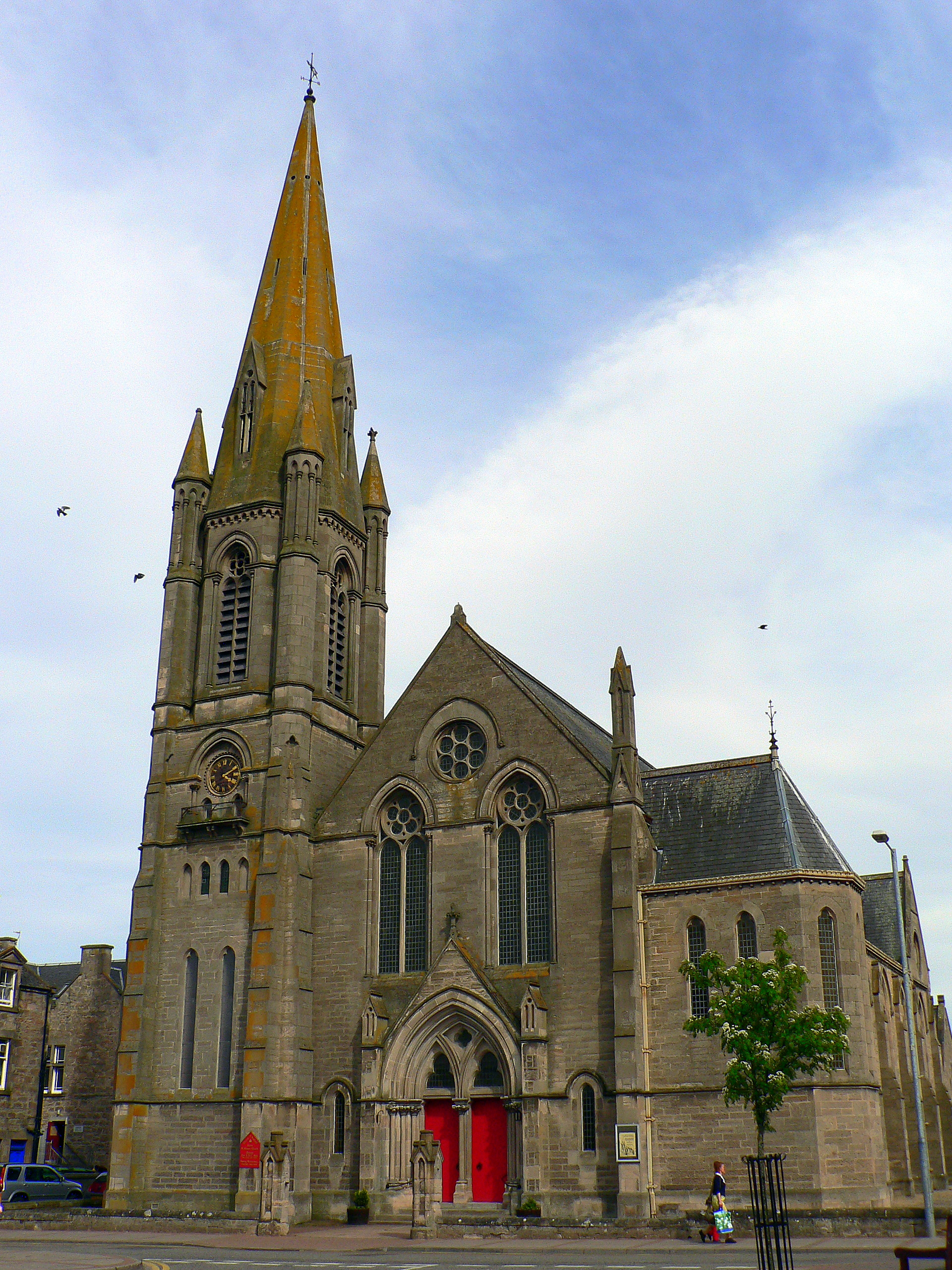
St Ninian’s Church
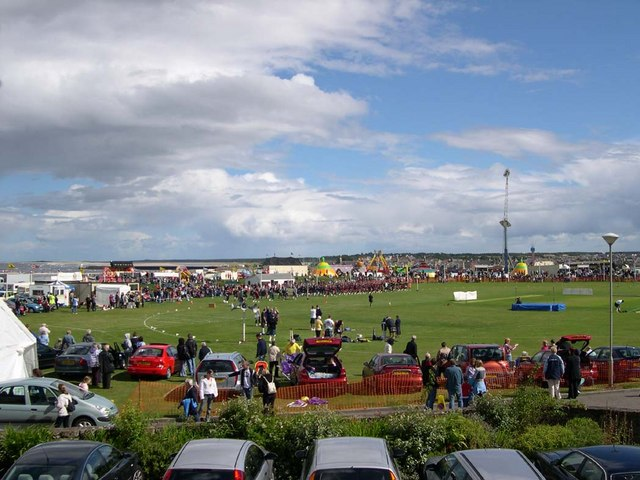
Highland Games in Nairn

## Verkehr
Die A96, die Inverness mit Aberdeen verbindet, durchquert die Stadt und bindet sie an das Fernstraßennetz an. Seit 1855 besitzt Nairn einen Bahnhof. Heute wird dieser regelmäßig von der First ScotRail auf der Aberdeen to Inverness Line bedient.

## Söhne und Töchter der Stadt
- James Augustus Grant (1827–1892), britischer Offizier und Afrikareisender
- Isaac B. Cameron (1851–1930), US-amerikanischer Politiker (Republikanische Partei)
- Murray Rose (1939–2012), australischer Schwimmer
- Tilda Swinton (* 1960), schottische Schauspielerin